# Sakskøbing Å
Sakskøbing Å er en dansk å på Lolland. Den udspringer tæt på Store Musse og har udmunding i Sakskøbing Fjord i Sakskøbing. Åen er cirka 16 km lang.
Åen har to lidt større tilløb, henholdsvis ved Døllefjelde og nord for Kartofte. På det sidste stykke af åen hen mod udmundingen er åens bredde i gennemsnit på 3,7 m.
Voldstedet Gabmindeager Slot ligger ved åen i den nordlige del af Holmeskov.